# 蒙塔斯特吕克萨韦斯
蒙塔斯特吕克-萨韦斯（法語：Montastruc-Savès，法語發音：[mɔ̃tastʁyk savɛs]）是法国上加龙省的一个市镇，属于米雷区。

## 地理
蒙塔斯特吕克-萨韦斯（43°21'39"N, 1°1'17"E）面积5.75 平方千米，位于法国奧克西塔尼大區上加龙省，该省份为法国西南部内陆省份，西南端与西班牙接壤，自此顺时针与上比利牛斯省、热尔省、塔恩-加龙省、塔恩省、奥德省和阿列日省接壤。
与蒙塔斯特吕克-萨韦斯接壤的市镇（或旧市镇、城区）包括：蒙珀扎、洛蒂尼亚克、普伊德图日、圣阿拉耶、萨雅。
蒙塔斯特吕克-萨韦斯的时区为UTC+01:00、UTC+02:00（夏令时）。

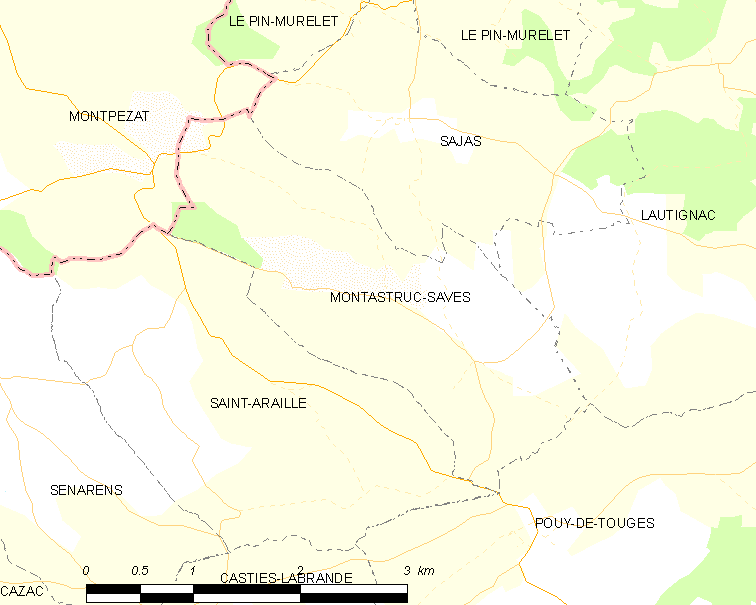
蒙塔斯特吕克-萨韦斯的OSM定位图

## 行政
蒙塔斯特吕克-萨韦斯的邮政编码为31370，INSEE市镇编码为31359。

## 政治
蒙塔斯特吕克-萨韦斯所属的省级选区为卡泽尔县。

## 人口

1962-2008年间蒙塔斯特吕克-萨韦斯人口变化图示

蒙塔斯特吕克-萨韦斯于2022年1月1日时的人口数量为63人。